# 2016-os labdarúgó-Európa-bajnokság (selejtező – B csoport)
A 2016-os labdarúgó-Európa-bajnokság selejtezőjének B csoportjának mérkőzéseit tartalmazó lapja.
A csoportban hat válogatott, Bosznia-Hercegovina, Belgium, Izrael, Wales, Ciprus, Andorra szerepelt. A csoportból Belgium és Wales jutott ki az Európa-bajnokságra. Bosznia-Hercegovina pótselejtezőt játszik.

## Tabella
| Hely. | Csapat              | M  | Gy | D | V  | G+ | G– | Gk  | P  | Továbbjutás                           |     | Belgium | Wales | Bosznia-Hercegovina | Izrael | Ciprusi Köztársaság | Andorra |
| ----- | ------------------- | -- | -- | - | -- | -- | -- | --- | -- | ------------------------------------- | --- | ------- | ----- | ------------------- | ------ | ------------------- | ------- |
| 1.    | Belgium             | 10 | 7  | 2 | 1  | 24 | 5  | +19 | 23 | Kijutott a 2016-os Európa-bajnokságra |     | —       | 0–0   | 3–1                 | 3–1    | 5–0                 | 6–0     |
| 2.    | Wales               | 10 | 6  | 3 | 1  | 11 | 4  | +7  | 21 | Kijutott a 2016-os Európa-bajnokságra |     | 1–0     | —     | 0–0                 | 0–0    | 2–1                 | 2–0     |
| 3.    | Bosznia-Hercegovina | 10 | 5  | 2 | 3  | 17 | 12 | +5  | 17 | Pótselejtezőbe került                 |     | 1–1     | 2–0   | —                   | 3–1    | 1–2                 | 3–0     |
| 4.    | Izrael              | 10 | 4  | 1 | 5  | 16 | 14 | +2  | 13 |                                       |     | 0–1     | 0–3   | 3–0                 | —      | 1–2                 | 4–0     |
| 5.    | Ciprus              | 10 | 4  | 0 | 6  | 16 | 17 | −1  | 12 |                                       | 0–1 | 0–1     | 2–3   | 1–2                 | —      | 5–0                 |         |
| 6.    | Andorra             | 10 | 0  | 0 | 10 | 4  | 36 | −32 | 0  |                                       | 1–4 | 1–2     | 0–3   | 1–4                 | 1–3    | —                   |         |

## Mérkőzések
| 2014. szeptember 9. 20:45 |

| Andorra            | 1–2               | Wales        |
| ------------------ | ----------------- | ------------ |
| Lima 6' (11-esből) | (1–1) Jegyzőkönyv | Bale 22' 81' |

| Estadi Nacional, Andorra la Vella Játékvezető: Slavko Vinčić (szlovén) |

| 2014. szeptember 9. 20:45 |

| Bosznia-Hercegovina | 1–2               | Ciprus            |
| ------------------- | ----------------- | ----------------- |
| Ibišević 6'         | (1–1) Jegyzőkönyv | Christofi 45' 73' |

| Bilino Polje, Zenica Játékvezető: Yevhen Aranovskiy (ukrán) |

| 2014. október 10. 20:45 |

| Belgium                                                           | 6–0               | Andorra |
| ----------------------------------------------------------------- | ----------------- | ------- |
| De Bruyne 31' (11-esből) 34' Chadli 37' Origi 59' Mertens 65' 68' | (3–0) Jegyzőkönyv |         |

| Baldvin király Stadion, Brüsszel Játékvezető: Serhiy Boyko (ukrán) |

| 2014. október 10. 20:45 |

| Ciprus       | 1–2               | Izrael                  |
| ------------ | ----------------- | ----------------------- |
| Makrides 67' | (0–2) Jegyzőkönyv | Damari 38' Ben Haim 45' |

| GSZP Stadion, Nicosia Játékvezető: Daniele Orsato (olasz) |

| 2014. október 10. 20:45 |

| Wales | 0–0         | Bosznia-Hercegovina |
| ----- | ----------- | ------------------- |
|       | Jegyzőkönyv |                     |

| Cardiff City Stadium, Cardiff Játékvezető: Vladislav Bezborodov (orosz) |

| 2014. október 13. 20:45 |

| Andorra             | 1–4               | Izrael                                   |
| ------------------- | ----------------- | ---------------------------------------- |
| Lima 15' (11-esből) | (1–2) Jegyzőkönyv | Damari 3' 41' 82' Hemed 90+6' (11-esből) |

| Estadi Nacional, Andorra la Vella Játékvezető: Cristian Balaj (román) |

| 2014. október 13. 20:45 |

| Bosznia-Hercegovina | 1–1               | Belgium        |
| ------------------- | ----------------- | -------------- |
| Džeko 28'           | (1–0) Jegyzőkönyv | Nainggolan 51' |

| Bilino Polje, Zenica Játékvezető: Luca Banti (olasz) |

| 2014. október 13. 20:45 |

| Wales                         | 2–1               | Ciprus    |
| ----------------------------- | ----------------- | --------- |
| Cotterill 13' Robson-Kanu 23' | (2–1) Jegyzőkönyv | Laban 36' |

| Cardiff City Stadium, Cardiff Játékvezető: Manuel Gräfe (német) |

| 2014. november 16. 18:00 |

| Belgium | 0–0         | Wales |
| ------- | ----------- | ----- |
|         | Jegyzőkönyv |       |

| Baldvin király Stadion, Brüsszel Játékvezető: Pavel Královec (cseh) |

| 2014. november 16. 18:00 |

| Ciprus                                               | 5–0               | Andorra |
| ---------------------------------------------------- | ----------------- | ------- |
| Merkis 9' Efrem 31' 42' 60' Christofi 87' (11-esből) | (3–0) Jegyzőkönyv |         |

| GSZP Stadion, Nicosia Játékvezető: Mark Clattenburg (angol) |

| 2014. november 16. 20:45 |

| Izrael                             | 3–0               | Bosznia-Hercegovina |
| ---------------------------------- | ----------------- | ------------------- |
| Vermouth 36' Damari 45' Zahavi 70' | (2–0) Jegyzőkönyv |                     |

| Sammy Ofer Stadium, Haifa Játékvezető: Antonio Mateu Lahoz (spanyol) |

| 2015. március 28. 20:45 |

| Izrael | 0–3               | Wales                     |
| ------ | ----------------- | ------------------------- |
|        | (0–1) Jegyzőkönyv | Ramsey 45+1' Bale 50' 77' |

| Sammy Ofer Stadium, Haifa Játékvezető: Milorad Mažić (szerb) |

| 2015. március 28. 20:45 |

| Andorra | 0–3               | Bosznia-Hercegovina |
| ------- | ----------------- | ------------------- |
|         | (0–1) Jegyzőkönyv | Džeko 13' 49' 62'   |

| Estadi Nacional, Andorra la Vella Játékvezető: Vad István (magyar) |

| 2015. március 28. 20:45 |

| Belgium                                               | 5–0               | Ciprus |
| ----------------------------------------------------- | ----------------- | ------ |
| Fellaini 21' 66' Benteke 35' Hazard 67' Batshuayi 80' | (2–0) Jegyzőkönyv |        |

| Baldvin király Stadion, Brüsszel Játékvezető: Ovidiu Hațegan (román) |

| 2015. március 31. 20:45 |

| Izrael | 0–1               | Belgium     |
| ------ | ----------------- | ----------- |
|        | (0–1) Jegyzőkönyv | Fellaini 9' |

| Teddy Stadium, Jeruzsálem Játékvezető: Mark Clattenburg (angol) |

Az Izrael–Belgium mérkőzést eredetileg 2014. szeptember 9-én játszották volna, de elhalasztották a gázai konfliktus miatt.
| 2015. június 12. 20:45 |

| Andorra                 | 1–3               | Ciprus              |
| ----------------------- | ----------------- | ------------------- |
| Dossa Júnior 2' (öngól) | (1–2) Jegyzőkönyv | Mitidis 13' 45' 53' |

| Estadi Nacional, Andorra la Vella Nézőszám: 1054 Játékvezető: Tobias Welz (német) |

| 2015. június 12. 20:45 |

| Bosznia-Hercegovina                  | 3–1               | Izrael          |
| ------------------------------------ | ----------------- | --------------- |
| Višća 42' 75' Džeko 45+2' (11-esből) | (2–1) Jegyzőkönyv | Ben Haim II 41' |

| Bilino Polje, Zenica Nézőszám: 12 100 Játékvezető: Ruddy Buquet (francia) |

| 2015. június 12. 20:45 |

| Wales    | 1–0               | Belgium |
| -------- | ----------------- | ------- |
| Bale 25' | (1–0) Jegyzőkönyv |         |

| Cardiff City Stadium, Cardiff Nézőszám: 33 280 Játékvezető: Felix Brych (német) |

| 2015. szeptember 3. 20:45 |

| Belgium                                          | 3–1               | Bosznia-Hercegovina |
| ------------------------------------------------ | ----------------- | ------------------- |
| Fellaini 23' De Bruyne 44' Hazard 78' (11-esből) | (2–1) Jegyzőkönyv | Džeko 15'           |

| Baldvin király Stadion, Brüsszel Játékvezető: Jorge Sousa (portugál) |

| 2015. szeptember 3. 20:45 |

| Ciprus | 0–1               | Wales    |
| ------ | ----------------- | -------- |
|        | (0–0) Jegyzőkönyv | Bale 82' |

| GSZP Stadium, Nicosia Játékvezető: Szymon Marciniak (lengyel) |

| 2015. szeptember 3. 20:45 |

| Izrael                                               | 4–0               | Andorra |
| ---------------------------------------------------- | ----------------- | ------- |
| Zahavi 3' Bitton 22' Hemed 26' (11-esből) Dabour 38' | (4–0) Jegyzőkönyv |         |

| Sammy Ofer Stadium, Haifa Játékvezető: Tamás Bognár (magyar) |

| 2015. szeptember 6. 18:00 |

| Wales | 0–0         | Izrael |
| ----- | ----------- | ------ |
|       | Jegyzőkönyv |        |

| Cardiff City Stadium, Cardiff Játékvezető: Ivan Bebek (horvát) |

| 2015. szeptember 6. 20:45 |

| Bosznia-Hercegovina              | 3–0               | Andorra |
| -------------------------------- | ----------------- | ------- |
| Bičakčić 14' Džeko 30' Lulić 45' | (3–0) Jegyzőkönyv |         |

| Bilino polje, Zenica Játékvezető: Arnold Hunter (ír) |

| 2015. szeptember 6. 20:45 |

| Ciprus | 0–1               | Belgium    |
| ------ | ----------------- | ---------- |
|        | (0–0) Jegyzőkönyv | Hazard 86' |

| GSZP Stadium, Nicosia Játékvezető: Vladislav Bezborodov (orosz) |

| 2015. október 10. 20:45 |

| Andorra             | 1–4               | Belgium                                                         |
| ------------------- | ----------------- | --------------------------------------------------------------- |
| Lima 51' (11-esből) | (0–2) Jegyzőkönyv | Nainggolan 19' De Bruyne 42' Hazard 56' (11-esből) Depoitre 64' |

| Estadi Nacional, Andorra la Vella Játékvezető: Pawel Gil (lengyel) |

| 2015. október 10. 20:45 |

| Bosznia-Hercegovina     | 2–0         | Wales |
| ----------------------- | ----------- | ----- |
| Djurić 71' Ibišević 90' | Jegyzőkönyv |       |

| Stadion Bilino polje, Zenica Játékvezető: Alberto Undiano Mallenco (spanyol) |

| 2015. október 10. 20:45 |

| Izrael     | 1–2         | Ciprus                   |
| ---------- | ----------- | ------------------------ |
| Bitton 76' | Jegyzőkönyv | Júniur 58' Demetriou 80' |

| Itztadion Teddy, Jeruzsálem Játékvezető: Manuel De Souza (portugál) |

| 2015. október 13. 20:45 |

| Belgium                              | 3–1               | Izrael    |
| ------------------------------------ | ----------------- | --------- |
| Mertens 64' De Bruyne 78' Hazard 84' | (0–0) Jegyzőkönyv | Hemed 88' |

| Baldvin király Stadion, Brüsszel Játékvezető: Anasztásziosz Szidirópulosz (görög) |

| 2015. október 13. 20:45 |

| Ciprus                        | 2–3               | Bosznia-Hercegovina          |
| ----------------------------- | ----------------- | ---------------------------- |
| Charalambidis 32' Mitidis 41' | (2–2) Jegyzőkönyv | Medunjanin 13' 44' Đurić 67' |

| GSZP Stadium, Nicosia Játékvezető: Anthony Taylor |

| 2015. október 13. 20:45 |

| Wales               | 2–0               | Andorra |
| ------------------- | ----------------- | ------- |
| Ramsey 50' Bale 86' | (0–0) Jegyzőkönyv |         |

| Cardiff City Stadium, Cardiff Játékvezető: Kevin Blom (holland) |